# Atrobucca geniae
Atrobucca geniae és una espècie de peix de la família dels esciènids i de l'ordre dels perciformes.

## Morfologia
- Els mascles poden assolir 24,8 cm de longitud total.[4][5]

## Hàbitat
És un peix marí i d'aigües profundes que viu entre 300-750 m de fondària.

## Distribució geogràfica
Es troba al Golf d'Elat (el Mar Roig).

## Observacions
És inofensiu per als humans.